# フィッシュ&チップス (お笑いコンビ)
フィッシュ&チップスは、二代目富山県住みます芸人として富山県を拠点に活動していたお笑いコンビである。よしもとクリエイティブ・エージェンシー東海支社所属、名古屋NSC16&18期生。2007年結成。

北日本放送や富山テレビなどのテレビやラジオ出演からコンビニエンスストアでのオープニングイベント、アミューズメント施設のイベントなどの地域に根付いた活動などをしながら、他の北陸三県住みます芸人(石川県「ぶんぶんボウル」、福井県「クレヨンいとう、飯めしあがれこにお」)との合同ライブイベントでも活躍。
金本の引退を受けて2019年11月12日付で解散。今後、伊藤は芸名を「伊藤もとひろ」に改名し、ピン芸人として引き続き富山県住みます芸人として活動する。

## プロフィール
金本 和幹（かなもと かずまさ、1980年12月17日 - ）

NSC名古屋16期を首席で卒業(東京8期、大阪25期)

三重県桑名市出身。血液型A型。身長176cm。体重90kg。バスト96cm。Aカップ。

特技:マジック、モノマネ

口癖:「お言葉ですけど」

代表的なギャグ:「バレーボールのサーブ」

伊藤 委裕（いとう もとひろ、1983年6月5日 - ）

NSC名古屋18期(東京9期、大阪26期)

愛知県あま市出身。血液型O型。身長170cm。体重50kg。

特技:ワンオペ、創作落語、川柳、なぞかけ（川柳なぞかけは独自な伊藤ワールド）

代表的なギャグ:「ここの角度は～、俺のアゴ!」、「1．2．3．4．ゴリラーマン」

## 出囃子
C-C-B「Romanticが止まらない」

矢口真里「青春 僕」（ライブイベントでのエンディングに使ったりしている）

## 芸歴
- 2002年 金本和幹　よしもと入社
- 2003年 伊藤委裕　よしもと入社
- 2007年5月 M-1グランプリ出場のため旧コンビ名「ノーサンキュー」としてコンビ結成。M-1予選が初舞台。（伊藤ちゃんは金本っちゃんのギャグ「バレーボールのサーブ」に惚れてコンビ結成を決める）
- 2009年05月22日 初の単独LIVE「～マジで笑顔の５秒前～」 - ウェイバックマシン（2015年2月3日アーカイブ分）開催。
- 2012年07月23日 今宮戎漫才コンクール決勝進出するが優勝を逃す。
- 2012年10月10日 あなたの街に住みますプロジェクト　二代目富山県住みます芸人に任命される。初代はゴメス★河田（2011年4月27日 - 2012年10月5日）
- 2012年11月06日 コンビ名を「ノーサンキュー」から「フィッシュ&チップス（一般公募）」に変更する。
- 2014年07月05日 フィッシュ&チップス単独ライブ『～アゴ星とブタ姫～』開催。(Cicとやま5F いきいきKAN 富山劇場)
- 2015年02月21日 フィッシュ&チップス単独ライブ『ちゃ～ンピオンへの道』開催。(Cicとやま5F いきいきKAN 富山劇場)

## 出演

### 過去

#### テレビ
- ゼロいち（KNBテレビ）
- 富山県スポーツ応援バラエティーリー！リー！リー！（高岡ケーブルネット・射水ケーブルネット共同制作）
- 氷見市芸人課

#### ラジオ
- でるラジ（KNBラジオ、月曜レギュラー）

## インターネット配信&動画など
- YNN47富山チャンネル『きときとホーリナイ！！』 全国住みます芸人配信が2015年3月終了に伴いゲリラ配信
- YouTube 『富山県住みます芸人フィッシュ&チップスのショートコント』
- YouTube 『BBT MUSIC SELECTION　とやまde踊ってみた』
- YouTube 富山県PT所属　フィッシュ＆チップス　『高岡大仏で笑顔になる自由のために』
- YouTube 富山県PT所属　フィッシュ＆チップス　『高岡市のグルメをPRする自由のために』
- YouTube 富山県PT所属　フィッシュ＆チップス　『内川の美しさの自由のために』
- YouTube 富山県PT所属　フィッシュ＆チップス　『夏の暑さからの自由のために』
- YouTube 富山住みます芸人「フィッシュ＆チップス」と愛知住みます芸人「サムタイムズ」による爆笑競馬予想ライブ 名古屋競馬場
- YouTube フィッシュ＆チップス、シンポジウム名古屋吉本 in 名古屋けいば
- YouTube 富山住みます芸人フィッシュ&チップス 根上での漫才
- YouTube 富山のご当地キャラ「ムズムズくん」を住みます芸人フィッシュ＆チップスが売り込み
- YouTube いつでもどこでも金シャチけいば！！
- YouTube ノーサンキューin大矢屋（名古屋競馬）
- YouTube H24.3.22 ノーサンキューin名古屋競馬
- YouTube ノーサンキュー＆マニッシュガーリー競馬予想ライブin名古屋けいば

## メディアなど
- 2012年10月06日 北日本新聞記事　「ノーサンキュー」就任　富山県２代目住みます芸人
- 2012年11月29日 上市町観光協会　フィッシュ&チップスが雪フェスのMCをしてくれます
- 2013年01月21日 北日本新聞記事　富山県住みます芸人「フィッシュ&チップス」
- 2013年05月03日 BS日テレ　ケンイチ　「#5　富山県」
- 2013年07月26日 BS日テレ　ケンイチ　「#17　富山県VS福井県　前編」「#18　富山県VS福井県　後編」
- 2014年01月22日 氷見市観光・マーケティング・おもてなしブランド課とれたて★氷見の”美味”発見【指崎マコモタケ編】
- 2014年01月22日 氷見市観光・マーケティング・おもてなしブランド課とれたて★氷見の”美味”発見【灘浦みかん編】
- 2014年05月18日 朝日新聞デジタル記事　売り込め！ご当地キャラ ： 富山の「ムズムズくん」　住みます芸人「フィッシュ＆チップス」が推薦
- 2014年09月29日 北日本放送KNBラジオ　「でるラジ」出演
- 2015年01月07日 北日本放送KNBラジオ　「でるラジ」出演
- 2015年01月30日 毎日新聞記事　「47都道府県芸人グルメ便：新湊の「白エビかき揚げ丼」　富山・フィッシュ＆チップス」
- 2015年02月01日 北日本放送 「豪華客船 飛鳥Ⅱで行く！ 朝から晩まで大満喫の旅」